# كش أرخي
كش‌ أرخي هي قرية في مقاطعة شوط‌، إيران. يقدر عدد سكانها بـ 900 نسمة بحسب إحصاء 2016.